# كادي غروفز
كادي غروفز (بالإنجليزية: Cady Groves)‏ هي مغنية وملحنة ومغنية مؤلفة أمريكية، ولدت في 30 يوليو 1989 في مارلو في الولايات المتحدة.

## وصلات خارجية
- الموقع الرسمي
- كادي غروفز على موقع ميوزك برينز (الإنجليزية)
- كادي غروفز على موقع أول ميوزيك (الإنجليزية)
- كادي غروفز على موقع ديسكوغز (الإنجليزية)